# Billy Talent III
Billy Talent III – czwarty album rockowego zespołu Billy Talent, którego premiera zapowiedziana jest na 13 lipca 2009.  Pierwszym singlem został utwór Turn Your Back, wydany z grupą Anti-Flag. Natomiast promujący album Kanadyjczyków singiel wydany 17 maja 2009 roku  to Rusted From The Rain.

## Lista utworów
1. „Devil on My Shoulder” – 3:49
2. „Rusted From The Rain” – 4:13
3. „Saint Veronika” – 4:09
4. „Tears Into Wine” – 4:12
5. „White Sparrows” – 3:14
6. „Pocketful of Dreams” – 3:34
7. „The Dead Can't Testify” – 4:27
8. „Diamond on a Landmine” – 4:30
9. „Turn Your Back” – 3:22
10. „Sudden Movements” – 3:39
11. „Definition of Destiny” – 4:15
12. „Bloody Nails and Broken Hearts” (digital pre-order bonus track)